# دير الجنة المقفلة
دير الجنّة المُقفَلة هو دير تراثي يقع في بلدة ارطاس جنوب بيت لحم، فلسطين. قام بتصميمه المعمار مرقص نصار عام 1901، حيث كان أول مشاريعه المعروفة في فلسطين، وقد ساهم ببناء الدير مطران مونتيفيديو عاصمة أوروجواي. يرتفع الدير فوق القرية بجانب سفح الجبل، ونظراً لخصوبة أرضه، تم تشبيه الدير بالجنة المقفلة المذكورة في الآية 12 من الفصل 4 من سفر نشيد الأناشيد "أختي العروس جنة مقفلة جنة مقفلة وينبوع مختوم" ويقوم عدد من الراهبات بإدارته اليوم.

## التسمية
تمت تسمية الدير نسبة إلى الآية المذكورة في الكتاب من سفر نشيد الأنشاد، وهي أختي العروس جنة مقفلة، عين مقفلة، ينبوع مختوم. وتكريماً لمريم العذراء تم بناء الدير في هذه المنطقة المرتفعة، عندما زار الأسقف مورينو رئيس اساقفة الآرغواي البلدة، هو من قام بوضع حجر الاساس لبناء الدير.

## البناء
عمل في هذا الدير المعمار مرقص نصّار إلى جانب شقيقه إبراهيم، حيث لم يكن تشييده سهلا أبدًا. ولقد استمر العمل لمدة ثلاث سنوات. كان أول ما ظهرت براعة المصمم عندما أتم البناء شديد الانحدار، فقام بقطع صخر الجبل حيث كان المبنى في وسطه باستخدام البارود من جهة الجنوب، أي في سفح الجبل، إلى عمق 13 مترًا، ثم بنى جدارًا حجريًا ضخمًا من جهة الشمال المقابلة على ارتفاع عشرة أمتار، فكوّن موقعًا واسعًا بُني عليه الدير والكنيسة. لقد شارك في العمل عدد كبير من الحجّارين، والنحّاتين، والعمّال من بيت لحم، بيت جالا، بيت ساحور، وقرى مثل ارطاس.

## وصلات خارجية
- العمارة في بيت لحم | مركز المعلومات الوطني الفلسطيني